# Le Sâr Rabindranath Duval

Le Sâr Rabindranath Duval (1957) est l'un des plus célèbres sketchs comiques créé par Francis Blanche et Pierre Dac. C'est une parodie des numéros de music-hall de divination qui met en scène un dialogue entre un mage (Pierre Dac, faussement indien puisqu'il vient de Châteauroux, dans l'Ind(r)e, que son père était hindou, tout comme son grand-père, et que son arrière-grand-père était « un dur ») et son assistant (Francis Blanche).

## Historique
Au début des années 1950, Pierre Dac écrit le sketch Madame Arnica, une parodie des spectacles de télépathie de music-hall de Myr et Myroska. Il le joue avec Francis Blanche, qui y apporte sa contribution.
En 1957, l'ensemble est remanié et rebaptisé Le Sâr Rabindranath Duval, dont la version originale est créée en janvier 1957, à l'occasion du 10e anniversaire du cabaret parisien Les Trois Baudets. Il est possible que le titre de Sâr ait été inspiré aux deux compères par l'écrivain et occultiste français Joséphin Peladan qui s'était donné le surnom de Sâr Mérodack Joséphin Péladan.
Selon l'ouvrage Le métro virtuel de Thierry Van de Leur, Charles Joseph Fossez (plus connu sous le nom du « fakir Birman ») au travers de son numéro de fakir (car celui-ci aimait bien participer à des exhibitions afin de soigner sa publicité) aurait pu être également inspirateur de Pierre Dac pour créer ce fameux sketch.
En 1960, sa version la plus connue est enregistrée à Lyon au cours de l'émission radiophonique Musicorama de la radio Europe 1. Dac et Blanche sortaient d'un repas bien arrosé, d'où un texte en partie improvisé, avec ses allusions à l'ébriété (« Vous avez le don de double vue ? — Oui, je vois double »), les répliques oubliées (« Qu'est-ce que vous pouvez me dire ? — Je peux vous dire que vous ne savez plus votre texte... ») bien que cette dernière réplique apparût déjà dans Madame Arnica, et les petites phrases échangées en fin de sketch entre les deux acolytes : Francis Blanche s'adressant au public : « il est dans un état épouvantable, excusez-le », Pierre Dac lui répondant en le traitant d'« escroc ».
Certains passages de ce sketch sont restés dans la mémoire collective, comme ceux-ci :
« Votre sérénité, pouvez-vous me dire quel est le numéro du compte en banque de Monsieur ? », dit Francis Blanche en désignant un spectateur dans la salle. « Oui » répond Pierre Dac, le Sâr. « Vous pouvez le dire ? » « Oui ! » « Vous pouvez le dire ??? » « Oui !!! » « Il peut le dire ! Bravo ! Il est vraiment sensationnel ! ».

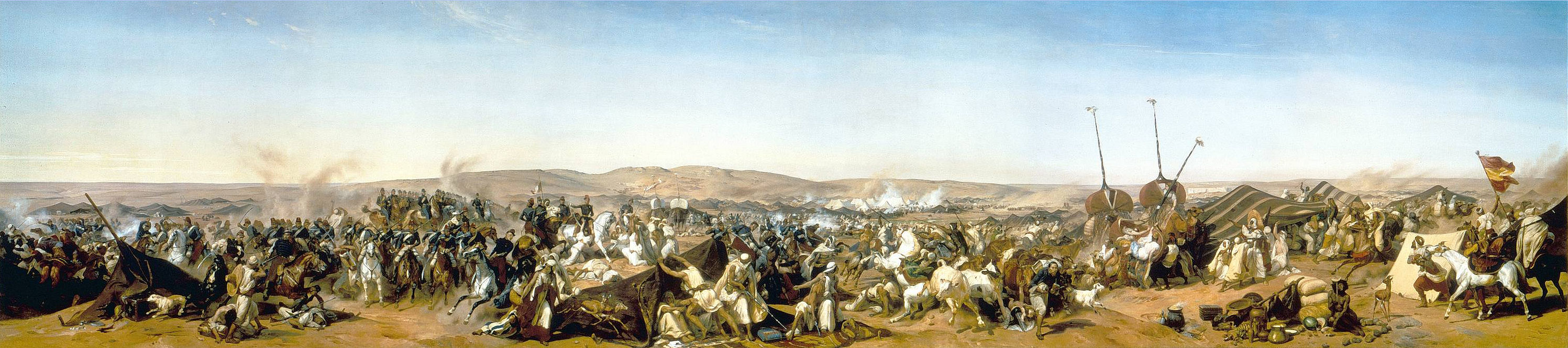
« Un épisode de la prise de la smalah d'Abd-el-Kader par les troupes du duc d'Aumale en mil huit-cent-quarante-trois » : un tableau de 21,39 m × 4,89 m

Francis Blanche : « Monsieur porte un tatouage. Que représente le tatouage de Monsieur ? » Pierre Dac « Le tatouage de Monsieur représente… (soupir) enfin lorsque Monsieur est dans de bonnes dispositions… le tatouage représente .... d'un côté la cueillette des olives en Basse-Provence, et de l'autre un épisode de la prise de la Smalah d'Abd-El-Kader par les troupes du duc d'Aumale en mil huit-cent-quarante-trois. Et en plus : c'est en couleur. »
« — Que prenez-vous pour votre dîner, monsieur le Sâr Rabindranath Duval ?

— Uniquement de la cuisine à l'huile.

— La cuisine des Sârs ?

— La cuisine des Sârs, oui.

— Oui, mais pourquoi ?

— Parce que les Sârs dînent à l'huile ! (Les sardines à l'huile.) »
Et la conclusion : « Il est vareuse, il est vareuse. Pardon, je voulais dire "il est -t-unique" ; je me trompais de vêtement. »

## Dans la culture
En 2013, le sketch de Pierre Dac et Francis Blanche, au côté de Montaigne, Montesquieu et Saint-Just, a été placé comme patronage du Rapport de la mission de lutte contre l'inflation normative, qui le paraphrase ainsi  :
« — Pouvez-vous détecter les normes absurdes ?

— Je le peux.

— Vous pouvez vraiment le faire ?

— Oui…

— Il peut le faire ! Alors on l’applaudit très fort !

— Pour ce qui nous concerne, n’applaudissez pas trop vite... Attendez d’avoir lu le rapport. »